# Grintovec
Il Grintovec (2.558 m s.l.m.) è la montagna più alta delle Alpi di Carinzia e di Slovenia (sottosezione Alpi di Kamnik e della Savinja). Si trova nella regione statistica della slovenia Centrale.